# Скипуит, Софка
Софка Скипуит (англ. Sofka Skipwith, София Петровна Долгорукова; 1907—1994) — британская праведница мира российского происхождения.

## Биография
Родилась в Санкт-Петербурге в России, в аристократической семье Долгоруковых; её мать Софья Долгорукова была одной из первых женщин в авиации. В 1919 году вместе с окружением императрицы Марии была эвакуирована из Крыма в Великобританию. Росла в нескольких европейских столицах. Во время своего пребывания в Лондоне училась в школе в Королевском колледже, где получила школьный аттестат.
Работала секретарём, затем была интернирована нацистами в Париже, куда приехала в 1940, чтобы помочь матери. Её второй муж-летчик погиб в 1942 году.
Находясь в лагере для интернированных в Виттеле, Скипуит содействовала Сопротивлению, помогала евреям. Так, ей удалось передать список из примерно 250 имен евреев, имевших документы о латиноамериканском гражданстве на волю, благодаря чему 50 человек в итоге были спасены, иногда получалось прятать детей, так Софка с подругами смогли тайно вывезти из лагеря еврейского ребёнка. В августе 1944 была вывезена в нейтральный Лиссабон и оттуда вернулась в Англию.
После войны активно участвовала в деятельности коммунистической партии. Посещала СССР. В последние годы жила уединенно со своим партнёром, работала над мемуарами (Sofka Skipwith, Sofka: The Autobiography of a Princess, London: Hart-Davis, 1968).
В 1998 году была посмертно удостоена звания праведницы мира.

## Семья
Происходила из очень аристократической семьи. Среди её предков кроме Долгоруковых, были ещё Апраксины, Шуваловы, Нарышкины. Её прабабушка Н. М. Половцова и прадедушка А. А. Бобринский были правнуками Екатерины II (от разных отцов).
В эмиграции непродолжительное время была замужем за Львом Зиновьевым, сыном депутата Государственной Думы Л. А. Зиновьева.  
Родила троих детей:
- Петр Зиновьев (1933-2021)
- Ян (Зиновьев) Фицлайон, (р. 1935)
- Патрик Скипвит, 12-й баронет Скипвит, (1938-2016)